# (27706) Strogen
(27706) Strogen est un astéroïde de la ceinture principale.

## Description
(27706) Strogen est un astéroïde de la ceinture principale. Il fut découvert le 11 octobre 1985 à l'Observatoire Palomar par Carolyn S. Shoemaker et Eugene M. Shoemaker. Il présente une orbite caractérisée par un demi-grand axe de 3,15 UA, une excentricité de 0,19 et une inclinaison de 11,0° par rapport à l'écliptique.

## Compléments